# Čečehov
Čečehov este o comună slovacă, aflată în districtul Michalovce din regiunea Košice. Localitatea se află la altitudinea de 105 m deasupra n.m., se întinde pe o suprafață de 7,62 km2 și în 2017 număra 384 de locuitori.

## Istoric
Localitatea Čečehov este atestată documentar din 1410.

## Demografie
| An:                | 1994 | 2004    | 2014   | 2024   |
| ------------------ | ---- | ------- | ------ | ------ |
| Număr de persoane: | 273  | 341     | 372    | 388    |
| Diferență:         |      | +24,90% | +9,09% | +4,30% |

| An:                | 2023 | 2024 |
| ------------------ | ---- | ---- |
| Număr de persoane: | 388  | 388  |
| Diferență:         |      | +0%  |